# Црква Светог архангела Михаила у Бродцу
Црква Светог архангела Михаила у Бродцу, насељеном месту на територији града Бијељина припада Епархији зворничко-тузланској Српске православне цркве.

## Историјат
Пре ове цркве постојале још две цркве брвнаре. У „бродачким баруштинама” постојала је велика црква брвнара још 1723. године, удаљено је 1,5km југозападно од данашњег храма. Ову прву бродачку цркву запалили су Турци 1788. године, да би 1790. године била изграђена нова црква брвнара, у западном делу данашње порте храма. Пред овом црквом брвнаром је Иван Кнежевић - Кнез Иво од Семберије - откупио робље од Кулин-капетана 1806. године, што је опевао слепи гуслар Филип Вишњић. И ову цркву запалили су Турци 1876. године, послије неуспелог устанка.
Године 1918. аустроугарска војска поскидала је сва четири звона са бродачке цркве. Тек 1927. године набављена су нова истоветна звона и из исте ливнице у Мађарској.

## Градња и освештење
Црква посвећена Сабору Светог архангела Михаила, грађена је у периоду од 1882. до 1884. године. Након завршене градње храм је освештао на Петровдан - 12. јула 1884. године митрополит зворничко-тузлански Дионисије II Илијевић. Према летопису цркве, храм су градили мајстори из северне Италије.

### Иконостас
Иконостас у храму израђен 1884. године, према пројекту загребачког архитекте Николе Колара. Столарске радове на иконостасу урадила је радионица Мије Петрића из Загреба. Металне двери на иконостасу од кованог гвожђа урадила је браварска радионица „Рабош” из Загреба, док је Фердо Кикерец, сликар из Загреба, који је једно вријеме био дворски сликар краља Николе Петровића, живописао је иконе на иконостасу.

## Радови на обнови
Фасада на цркви је обновљена 1958. године, као и 1975. године, а унутрашњост је генерално обновљена и храм покривен бакарним лимом 1984. године, поводом прославе стогодишњице храма. Најновије обнављање фасадног дела храма извршено је 2004. године, када је 10. јула исте године освештан од стране епископа зворничко-тузланског Василија.
Велика капија на улазу у порту, дар Драгана Анђелића за покој душе супруге Мирјане Анђелић, рођ. Кићановић, изграђена је 2014. године по благослову епископа зворничко-тузланског Хризостома.

## Богослужбене и Матичне књиге
Сачуване су богослужбене књиге које датирају са краја 19. и почетка 20. века. Све парохијске Матичне књиге воде се од 1884. године, а одузеле су их 1947. године државне власти и враћене су тек 2003. године. Чувају се у парохијској канцеларији.